# Карліно
Карліно (пол. Karlino, нім. Körlin) — місто в північно-західній Польщі, між річками Парсента та Радв'я.

## Демографія
Демографічна структура станом на 31 березня 2011 року:
|          | Загалом | Допрацездатний вік | Працездатний вік | Постпрацездатний вік |
| -------- | ------- | ------------------ | ---------------- | -------------------- |
| Чоловіки | 2968    | 626                | 2123             | 219                  |
| Жінки    | 3068    | 649                | 1843             | 576                  |
| Разом    | 6036    | 1275               | 3966             | 795                  |

На 31 березня 2014 року, у місті мешкало 5970 осіб.